# J@pan Inc
JapanInc(ISSN:13454846)は、ジャパンインク・コミュニケーションズ株式会社が季刊発行する国内最大手の英文経済誌である。オンライン版も運営されており、過去のペーパー版記事のほか、オリジナル記事も閲覧可能である。執筆者は、エコノミスト、ジャーナリスト、大学研究者などで構成されている。読者は公称5万人、世界30カ国以上にわたる。国内の主要書店、主要空港ラウンジ、航空機内、国内主要ホテル、JETRO、東京アメリカンクラブ、在日米国商工会議所、在日英国商業会議所などで入手可能である。